# Turnê Canibal
Turnê Canibal foi a primeira turnê oficial da cantora brasileira Ivete Sangalo, iniciada em 1999, na cidade do Rio de Janeiro, passando por outras cidades brasileiras.

## Antecedentes
Com o lançamento do homônimo Ivete Sangalo, Ivete investiu em ritmos diversos como o maracatu, samba-reggae, pop e a música romântica, expandido o gênero feito antes na Banda Eva. Os primeiros singles do disco foram "Tá Tudo Bem" e "Canibal", executadas em shows anteriores à gravação do CD. O disco tornou-se sucesso de vendas principalmente no ano 2000, quando a canção romântica Se Eu Não Te Amasse Tanto Assim, composta por Herbert Vianna e Paulo Sérgio Valle, foi incluída na trilha sonora da telenovela Uga Uga, da Rede Globo. O álbum recebeu críticas favoráveis, com os críticos favorecendo Ivete por ampliar os limites da axé music, com a presença de nomes consagrados da MPB. O álbum também recebeu uma indicação ao Grammy Latino na categoria Melhor Álbum de Pop Contemporâneo Brasileiro. O álbum também recebeu certificado de platina pela Associação Brasileira de Produtores de Disco.

## Desenvolvimento
"Eu pensei: vou começar direito. Chamei os músicos que eu queria e ofereci uma agenda recheada de shows, com o cenário que eu queria, a luz que eu queria, compramos um trio elétrico. Todas as deficiências que eu vi nos seis anos de carreira [na Banda Eva], eu aperfeiçoei"

— Ivete sobre os investimentos para começar sua carreira solo de forma grandiosa.
A Turnê Canibal foi a primeira digressão solo de Ivete após sua saída da Banda Eva, no qual ela havia planejado desde 1998 para divulgar seu primeiro álbum, o homônimo Ivete Sangalo. Teve início em 27 de outubro de 1999, em Salvador, e finalizou-se na quarta-feira de cinzas de 28 de fevereiro de 2001. A turnê tinha como base de cachê de R$40 mil por show em dois formatos diferentes, uma em palco comum e outra menor em cima de seu trio elétrico, intitulado Maderada, que era mais contratado para micaretas. A banda da cantora na época era formada por Letieres Leite (sopros e arranjos), Guiga Scott (sopros), Radamés Venâncio (teclados), Toinho Batera (bateria), Luciano Calazans (baixo), Rudney Monteiro (guitarra e direção musical), Patrícia Sampaio e Tito Bahiense (vocais), Alexandre Lins, Márcio Brasil e Fabinho Obrien (percussão). Ivete dirigiu pessoalmente os shows.
Segundo ela em entrevista para revista Playboy, o fato de poder administrar sua própria agenda foi um dos fatores principais para a cantora ter deixado seu grupo: "Teve mês em que eu fiz 24 shows, saía direto do ônibus pro palco e dali pro hospital" Com a turnê realizou shows para 50 mil pessoas, além de apresentações particulares corporativas, incluindo um Congresso de Ginecologistas de Salvador, onde estavam presentes 2 mil médicos. Segundo o portal Terra Ivete subia ao palco "entre remelexos, conta piadas e estimula desconhecidos a trocarem beijos", chamando-a de "furação" em cima do palco por colocar as pessoas para dançar: "O furacão que põe para pular milhares de pessoas é firme nas decisões que envolvem shows, fotos, entrevistas, o bloco carnavalesco que administra e a carreira de outros músicos".

## Repertório
1. "Canibal"
2. "Levada Louca"
3. "Carro Velho"
4. "Sou Faraó" (cover de Carlinhos Brown)
5. "Tá Tudo Bem"
6. "Arerê"
7. "Só Love" (cover de Claudinho & Buchecha)
8. "Tchan na Selva" (cover de É o Tchan)
9. "Eternamente"
10. "Mosieur Samba"
11. "De Ladinho"
12. "Bota pra Ferver" (cover de Asa de Águia)
13. "Se Eu Não Te Amasse Tanto Assim"
14. "Amor I Love You" (cover de Marisa Monte)
15. "Sá Marina"
16. "Música pra Pular Brasileira"
17. "A Latinha" (cover de Timbalada)
18. "Tô Na Rua"
19. "Canibal" (bis)
20. "Brincar de Índio" (cover de Xuxa)